# Liste der Baudenkmäler in Treuchtlingen
Auf dieser Seite sind die Baudenkmäler in der mittelfränkischen Stadt Treuchtlingen zusammengestellt. Diese Tabelle ist eine Teilliste der Liste der Baudenkmäler in Bayern. Grundlage ist die Bayerische Denkmalliste, die auf Basis des Bayerischen Denkmalschutzgesetzes vom 1. Oktober 1973 erstmals erstellt wurde und seither durch das Bayerische Landesamt für Denkmalpflege geführt wird. Die folgenden Angaben ersetzen nicht die rechtsverbindliche Auskunft der Denkmalschutzbehörde.
 Diese Liste gibt den Fortschreibungsstand vom 31. März 2015 wieder und enthält 172 Baudenkmäler.

## Ensembles

### Ensemble Fossa Carolina mit Ortskern Graben

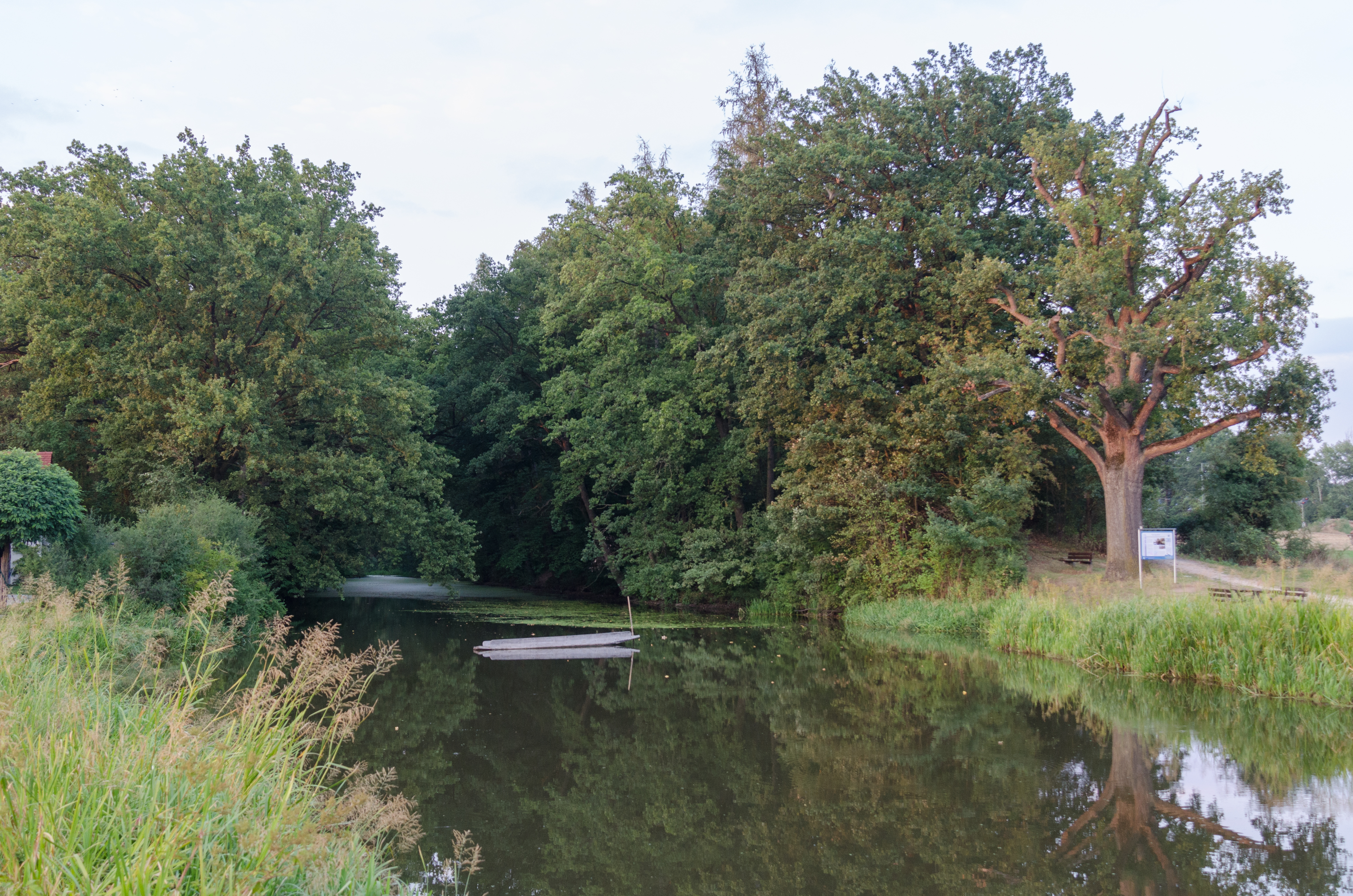
Das südliche Ende der Fossa Carolina in Graben

Das Ensemble (Lage) umfasst die fossa carolina, den karolingischen Kanal und die weiträumige bäuerliche Angeranlage in Fortsetzung des Kanals. Der Kanalaushub der 793 begonnenen und unvollendeten Kanalverbindung Main-Donau ist von der Nordostecke des Dorfes neuerdings auf über 1230 Meter nachweisbar, jedoch 1861–68 durch die Eisenbahnstrecke Treuchtlingen–Nürnberg ungefähr in der Mitte durchbrochen. Die Dorfstraße bis zur einen Abschluss bildenden Kirche im Südwesten, eventuell selber Teil des damals ausgehobenen Grabens, besitzt eine lockere Bebauung durch Dreiseithöfe. Bei den Bauernhäusern tritt sowohl Jura-Bauweise mit Legschieferdach des Solnhofer Gebietes als auch das westlich der Schwäbischen Rezat dominierende Satteldach, meist erdgeschossig, auf. Die meisten Bauten entstammen dem 19. Jahrhundert Das Doppelhaus Nummer 21 und das Einzelwohnhaus Haus Nummer 47 stellen eine Störung des historischen Ortsbildes dar. Aktennummer: E-5-77-173-1.

### Ensemble Ortskern Wettelsheim
Am Fuße der Zwillingsberge Patrich und Viersteinberg und am Rande des Altmühlgrundes erstreckt sich das ansehnliche Pfarrdorf Wettelsheim an den Bachläufen der Rohrach. Das Ensemble (Lage) fasst nahezu alle Siedlungsbereiche zusammen, so wie sie der Urkataster von 1821 zeigt. Nicht einbezogen ist das Obere Dorf, das westlich abseits lag, heute durch störende Bebauung und neue Siedlungsgebiete an den Dorfkern herangewachsen ist.
Die ausgedehnte Siedlung entwickelte sich wohl um verschiedene Siedlungskerne. Für die römische Zeit sind an den Ortsrändern und in der Nähe der dort vorbeiführenden Römerstraße Siedlungsspuren nachgewiesen. Mit einer Urkunde Kaiser Heinrichs III. aus dem Jahre 1044 wird erstmals schriftlich die Kontinuität der Besiedlung auf der Wettelsheimer Flur belegt. Aus der wechselvollen Geschichte und Herrschaftsgeschichte sei noch die Zugehörigkeit zum Benediktinerkloster Wülzburg als Sitz eines Richteramtes herausgegriffen, das nach der Reformation von den Markgrafen von Ansbach (bis 1791) übernommen wurde.
Die „neue“ Pfarrkirche mit der auf den ehemals Amtshof hinweisenden Umbauung, die nach einem Brand von 1422 belegt ist, erinnert an die Klosterzugehörigkeit und den Sitz des hochfürstlich brandenburgischen Richteramtes durch Lage und Struktur. Auch die Überlieferung aus dem 18. Jahrhundert von Wettelsheim als Marktflecken erklärt auffallende Merkmale im Gefüge des Dorfes, wie die Konzentration von Gasthäusern mit der Zehntscheune des 17./18. Jahrhunderts im Bereich der heutigen Marktstraße (ehemals Kleine Gasse) und die relativ zahlreich überlieferten Handwerker des Dorfes und ihrer Häuser, zum Beispiel am Riedlein.
Städtebaulich ist das Dorf ein Bachangerdorf, was durch die Systematisierung der Bebauung im 19. Jahrhundert entlang dem winkelförmigen Bachverlauf der Rohrach in der Hauptstraße und Bahnhofstraße hervorgerufen wird. Abzweigend von der und doch parallel zugeordnet zur Hauptstraße ergänzt die Marktstraße das regelmäßige System, während die Mühl- und Wehrstraße als Diagonale auf die ehemalige Mühlenkette entlang dem Mühlbach und in ihrer Unregelmäßigkeit auf die Struktur der zufälligen Vereinigung von Siedlungsansätzen hinweisen. Eine Konzentration von Monumentalbauten beginnt an der Pfarrstraße bei der Friedhofskirche Sankt Martin, die als ehemalige Pfarrkirche und in ihrer heute relativ isolierten Lage als eigener Siedlungskern gedeutet werden kann. Tiefer und näher beim Ort liegt die „neue“ Pfarrkirche, die 1756/57 von Johann David Steingruber anstelle einer alten Marienkapelle errichtet wurde, im Geviert des ehemals befestigten, im 13. oder 14. Jahrhundert entstandenen Amtshofes, der noch in seiner Erneuerung ablesbar ist.
In der Nähe wurde 1801 das neue Pfarrhaus bei einem Pfarrstadel von 1774 errichtet. Die Achse der Pfarrstraße mündet dann beim alten Schulhaus von 1826/27 auf die Hauptstraße. In der Hauptstraße (früher Große Gasse) ist der Bachverlauf offen mit zahlreichen Brücken, vornehmlich der Entstehungszeit der zweiten Hälfte des 19. Jahrhunderts, wie Datierungen von 1869, 1885 und 1889 zeigen, erhalten. Dicht aneinander gereihte Dreiseithöfe, die in der Regel zweigeschossige giebelständige Wohnstallhäuser besitzen, stellen die Bebauung dar, zum Teil noch mit flach geneigten Dächern und der ursprünglichen Legschieferdeckung. Beherrschend in diesem Straßenbild ist der alte stattliche zweigeschossige Satteldachbau des Hirschenwirtes, der noch einen spätgotischen Baukern enthält. Seine Größe und seine Orientierung charakterisieren ihn als Gasthof, der Blickbezug in die Straßenachse der Hauptstraße markiert gleichzeitig die Abzweigung der Marktstraße. Gegenüber stand ehedem noch ein anderes Gasthaus, der Sternwirt. Der stattliche Zehntstadel des frühen 18. Jahrhunderts wurde im 19. Jahrhundert auf eine vereinheitlichte Fluchtlinie zur Marktstraße hin verlängert. Immer noch abweichend von der somit systematisierten Marktstraße blieb der ehemalige Maierhof (Marktstraße 12) auf einem Zwickelgrundstück erhalten. Mit seiner erstaunlich alten und unter Umständen bis vor den Dreißigjährigen Krieg zurückgehenden Bausubstanz, seiner Position zur Straße und im Dorfgefüge ist er Dokument des alten Dorfes. Die Mühlen haben mit dem verschütteten Mühlbach weitgehend ihre Bedeutung verloren. Lediglich die Neumühle (Bahnhofstraße 19), die laut Bezeichnung 1851 erbaut wurde, aber noch einen Stadel von 1726 besitzt, überliefert, da nicht in die Fluchtlinie der Bahnhofstraße eingegliedert, sondern auf den ehemaligen Mühlbach bezogen, städtebaulich wirksam Ortsgeschichte.
Die Bahnhofstraße ist weniger, worauf der Name hinweist, eine Verkehrsachse des 19. Jahrhunderts als mit dem offenen Bachlauf die zweite große bachangerartige Dorfstraße. Hier stehen weitere Wirtshäuser samt der im 18. Jahrhundert gegründeten Brauerei und mehr oder weniger gleichmäßig orientierte Dreiseithöfe. Südlich des Ortes, noch zu Anfang des 19. Jahrhunderts vollständig vom beschriebenen Dorf isoliert, bildet das Riedlein ein Häuserquartier von Doppelhäusern, wo Söldner, Tagelöhner und Handwerker lebten. Zu den Häusern gehörte wenig oder kein Grund, aber anschließend war der Gemeindegrund, die Krautäcker, gelegen. Auch wenn nur wenige erdgeschossige Bauernhäuser bzw. solche mit Kniestock erhalten sind, ist bis heute das flach geneigte Legschieferdach der Jurabauweise charakteristisch geblieben. Noch im 19. Jahrhundert konnte es den mehr und mehr zweigeschossigen Ausbau bestimmen, trotzdem ist auch das steilere mit Zwicktaschen gedeckte Dach ortstypisch. Aktennummer: E-5-77-173-3.

## Marktbefestigung
| Lage                          | Objekt           | Beschreibung                                                                              | Akten-Nr.      | Bild |
| ----------------------------- | ---------------- | ----------------------------------------------------------------------------------------- | -------------- | ---- |
| Kanalstraße 17, 21 (Standort) | Marktbefestigung | Fragmente der ehemaligen Marktbefestigung mit Schalenturm, wohl 2. Hälfte 15. Jahrhundert | D-5-77-173-187 | BW   |

## Baudenkmäler nach Ortsteilen

### Treuchtlingen
| Lage | Objekt | Beschreibung | Akten-Nr.              | Bild |
| --- | --- | --- | ---------------------- | --- |
| Alte Burg (Standort) | Obere Veste, ehemals Burg der Edlen von Treuchtlingen, salischer Wohnturm, hoch- und spätmittelalterliche Mauerreste              | Gründung erste Hälfte 12. Jahrhundert, 13.–15. Jahrhundert zahlreiche Um- und Erweiterungsbauten, moderne Ergänzungen | D-5-77-173-41          | weitere Bilder |
| Altmühlstraße 8 (Standort) | Schnellzuglokomotive 01 220 | Dampflokomotive vom Typ 01, 1937 von Henschel gebaut, als technisches Denkmal an der Promenade aufgestellt 1969 aus Anlass des 100-jährigen Bestehens der Eisenbahn in Treuchtlingen | D-5-77-173-47          | weitere Bilder |
| Am Perlachberg (Standort) | Mahnmal zum Gedenken an die Toten der Heimatvertriebenen                                                                          | Gedenkkreuz über gemauertem Sockel, aufgestellt 1951, in den Jahren 1968/69 unweit des alten Standortes als Stahlkreuz erneuert, teilweise vergoldet, und mit Umfriedung in Natursteinmauerwerk eingefasst | D-5-77-173-251         | BW |
| Am Schlossberg 1 (Standort) | Ehemaliges ansbachisches Kastenhaus (Neuer Bau)                                                                                   | Großzügiger zweigeschossiger Satteldachbau auf hohem Untergeschoss, dreigeschossiger Erker, um 1618, Treppenturm an der Südseite, Umbauten im 19. Jahrhundert | D-5-77-173-40          | weitere Bilder |
| Am Schulhof 3 (Standort) | Wohnhaus | Zweigeschossiges traufständiges Gebäude mit Halbwalmdach, erstes Drittel 19. Jahrhundert | D-5-77-173-46          | BW |
| Am Schulhof 4 (Standort) | Ehemaliges Schulhaus | Zweigeschossiges Gebäude mit Halbwalmdach, mit Putzgliederung, bezeichnet „1824“ | D-5-77-173-43 Wikidata | weitere Bilder |
| Am Schulhof 4 (Standort) | Nebengebäude | Eingeschossiger Walmdachbau, wohl zweite Hälfte 19. Jahrhundert | D-5-77-173-43          | BW |
| Bahnhofstraße 52, Elkan-Naumburg-Straße 1 (Standort)                                                                                               | Katholische Stadtpfarrkirche Sankt Maria                                                                                          | Saalbau mit eingezogenem Altarraum und Westturmwand, Bruchstein, angebautes Pfarrhaus mit Gartenummauerung und Nebengebäuden, Bruchstein, von Georg W. Buchner, 1934, mit Ausstattung | D-5-77-173-1           | Katholische Stadtpfarrkirche Sankt Maria |
| Burgberg (Standort) | Kriegsgefallenendenkmal | Zentralbau in Art eines Rundtempels, Natursteinquader, von Ludwig Ruff, 1926 | D-5-77-173-42          | Kriegsgefallenendenkmal |
| Eulenhofstraße 3 (Standort) | Friedhofsgebäude | Neuromanischer Bau über kreuzförmigem Grundriss, ziegelsichtig mit Zier- und Gliederungselementen in Naturstein, über Ostfassade Glockentürmchen mit Spitzhelm, um 1893 | D-5-77-173-2           | BW |
| Eulenhofstraße 3 (Standort) | Alter Teil der Friedhofsmauer | Ziegelmauerwerk, gleicher Zeitstellung wie das Friedhofsgebäude | D-5-77-173-2           | BW |
| Gutenbergstraße 3 (Standort) | Kleinhaus | Eingeschossiges giebelständiges Gebäude mit Halbwalmdach, frühes 19. Jahrhundert | D-5-77-173-4           | BW |
| Hauptstraße 2 (Standort) | Brauereigasthaus | Zweigeschossiger traufständiger Satteldachbau mit Schweifgiebeln, 1893, Vorbau um 1925 | D-5-77-173-6 Wikidata  | Brauereigasthaus |
| Hauptstraße 26 (Standort) | Wohnhaus | Breitgelagertes zweigeschossiges Gebäude mit Halbwalmdach, erstes Drittel 19. Jahrhundert, im Kern älter | D-5-77-173-11 Wikidata | weitere Bilder |
| Hauptstraße 27 (Standort) | Ehemaliges ansbachisches Brauhaus, altes Hauptgebäude                                                                             | Zweigeschossig, mit Mansardwalmdach und Zwerchhaus, 18. Jahrhundert | D-5-77-173-12          | BW |
| Hauptstraße 28 (Standort) | Ehemaliges Gasthaus | Zweigeschossiges Eckgebäude mit Halbwalmdach und mittig gesetztem Zwerchhaus mit Schweifgiebel, Gliederung durch Lisenen, 1817, mit zurückgesetztem halben Giebelhaus | D-5-77-173-13 Wikidata | weitere Bilder |
| Hauptstraße 31 (Standort) | Alter Teil des Rathauses | Dreigeschossiges Gebäude mit Walmdach, Uhrtürmchen mit Spitzhelm, rustiziertes Sockelgeschoss, Balkonerker, mit Ecklisenen, Theodor Eyrich, 1893; mit Ausstattung | D-5-77-173-15          | weitere Bilder |
| Hauptstraße 39 (Standort) | Ehemaliges ansbachisches Pfleghaus                                                                                                | Zweigeschossiges Gebäude mit Halbwalmdach, im Kern 16. Jahrhundert, Ausbau im 18. Jahrhundert | D-5-77-173-17          | BW |
| Hauptstraße 46 (Standort) | Wohnhaus | Zweigeschossiges Eckgebäude mit Halbwalmdach, mit rustizierten Ecklisenen und Putzgliederung, zweite Hälfte 18. Jahrhundert | D-5-77-173-19          | BW |
| Heinrich-Aurnhammer-Straße 1 (Standort) | Fachwerkscheune | Eingeschossiger Flachsatteldachbau mit Fachwerk-Kniestock, 18./19. Jahrhundert | D-5-77-173-16          | Fachwerkscheune |
| Heinrich-Aurnhammer-Straße 1 a, Heinrich-Aurnhammer-Straße 3, Heinrich-Aurnhammer-Straße 5, Lambertusbad, Heinrich-Aurnhammer-Straße 11 (Standort) | Ehemaliges pappenheimsches dann ansbachisches Schloss                                                                             | 1575 Umbau zur Vierflügelanlage um einen Innenhof, hiervon viergeschossiger Ostflügel mit abgewalmten Satteldach und Eckerkerturm, verändert 1885 | D-5-77-173-23          | weitere Bilder |
| Heinrich-Aurnhammer-Straße 1 a, Heinrich-Aurnhammer-Straße 3, Heinrich-Aurnhammer-Straße 5, Lambertusbad, Heinrich-Aurnhammer-Straße 11 (Standort) | Ehemaliges pappenheimsches dann ansbachisches Schloss, Tordurchfahrt mit Portal sowie Futtermauern                                | | D-5-77-173-23          | Ehemaliges pappenheimsches dann ansbachisches Schloss, Tordurchfahrt mit Portal sowie Futtermauern |
| Heinrich-Aurnhammer-Straße 1 a, Heinrich-Aurnhammer-Straße 3, Heinrich-Aurnhammer-Straße 5, Lambertusbad, Heinrich-Aurnhammer-Straße 11 (Standort) | Ehemaliges pappenheimsches dann ansbachisches Schloss, Basteitürmchen und Teile der Befestigungsmauer mit sogenanntem Burgersturm | | D-5-77-173-23          | [[Vorlage:Bilderwunsch/code!/O:Stadtschloss Treuchtlingen!/C:48.9558,10.91082!/D:Heinrich-Aurnhammer-Straße 1 a, Heinrich-Aurnhammer-Straße 3, Heinrich-Aurnhammer-Straße 5, Lambertusbad, Heinrich-Aurnhammer-Straße 11, Ehemaliges pappenheimsches dann ansbachisches Schloss, Basteitürmchen und Teile der Befestigungsmauer mit sogenanntem Burgersturm!/\|BW]] |
| Heinrich-Aurnhammer-Straße 1 a, Heinrich-Aurnhammer-Straße 3, Heinrich-Aurnhammer-Straße 5, Lambertusbad, Heinrich-Aurnhammer-Straße 11 (Standort) | Ehemaliges pappenheimsches dann ansbachisches Schloss, Nordflügel                                                                 | Dreigeschossig mit flachem Walmdach, Erdgeschoss im Kern 16. Jahrhundert, Obergeschosse 1842, Fassaden um 1935 vereinfacht | D-5-77-173-23          | [[Vorlage:Bilderwunsch/code!/O:Stadtschloss Treuchtlingen!/C:48.9558,10.91082!/D:Heinrich-Aurnhammer-Straße 1 a, Heinrich-Aurnhammer-Straße 3, Heinrich-Aurnhammer-Straße 5, Lambertusbad, Heinrich-Aurnhammer-Straße 11, Ehemaliges pappenheimsches dann ansbachisches Schloss, Nordflügel!/\|BW]]                                                                 |
| Heinrich-Aurnhammer-Straße 1 a, Heinrich-Aurnhammer-Straße 3, Heinrich-Aurnhammer-Straße 5, Lambertusbad, Heinrich-Aurnhammer-Straße 11 (Standort) | Ehemaliges pappenheimsches dann ansbachisches Schloss, Ostflügel                                                                  | Dreigeschossig mit Flachwalmdach, errichtet 1852 | D-5-77-173-23          | [[Vorlage:Bilderwunsch/code!/O:Stadtschloss Treuchtlingen!/C:48.9558,10.91082!/D:Heinrich-Aurnhammer-Straße 1 a, Heinrich-Aurnhammer-Straße 3, Heinrich-Aurnhammer-Straße 5, Lambertusbad, Heinrich-Aurnhammer-Straße 11, Ehemaliges pappenheimsches dann ansbachisches Schloss, Ostflügel!/\|BW]]                                                                  |
| Heinrich-Aurnhammer-Straße 2 (Standort) | Katholische Filialkirche Sankt Lambertus                                                                                          | Saalkirche mit westlichem Fassadeneingangsturm mit Kuppelhaube, 13. Jahrhundert, Turmobergeschoss 1601, Langhaus 1733/34 nach Plänen von Anton Brunthaler und des Baumeisters Leinhart erneuert; mit Ausstattung | D-5-77-173-21          | weitere Bilder |
| Heinrich-Aurnhammer-Straße 8 (Standort) | Ehemalige Manufaktur | Dreigeschossiges Gebäude mit Halbwalmdach, frühes 19. Jahrhundert | D-5-77-173-24          | BW |
| Heinrich-Aurnhammer-Straße 10 (Standort) | Ehemalige Manufaktur, seit 1973 Museum                                                                                            | Zweigeschossiger Traufseitbau mit abgewalmten Mansarddach, um 1900 | D-5-77-173-25          | BW |
| Heinrich-Aurnhammer-Straße 12 (Standort) | Ehemaliges Wohnhaus, seit 1973 Museum                                                                                             | Zweigeschossiger Traufseitbau mit abgewalmten Satteldach, frühes 19. Jahrhundert | D-5-77-173-26          | Ehemaliges Wohnhaus, seit 1973 Museum |
| Heinrich-Aurnhammer-Straße 16 (Standort) | Pfarrhaus | Zweigeschossiger Walmdachbau, bezeichnet „1789“ | D-5-77-173-27          | BW |
| Kirchenstraße 2 (Standort) | Wohnhaus | Zweigeschossiger Satteldachbau in Jura-Bauweise, mit Putzgliederung, frühes 19. Jahrhundert | D-5-77-173-29 Wikidata | Wohnhaus |
| Kirchenstraße 8 (Standort) | Evangelisch-lutherische Pfarrkirche Beatae Mariae Virginis                                                                        | Saalkirche, westlicher Fassadeneingangsturm mit Kuppelhelm mit Spitzkegel, Markgrafenstil, von Johann David Steingruber, 1757, 1893 verlängert, mit Ausstattung | D-5-77-173-30          | weitere Bilder |
| Kirchenstraße 10 (Standort) | Wohnhaus | Breit gelagerter zweigeschossiger Walmdachbau mit Zwerchhaus, erstes Drittel 19. Jahrhundert (zugleich Uhlengasse 1) | D-5-77-173-31          | BW |
| Kirchenstraße 11, Kirchenstraße 13 (Standort) | Gasthaus | Zweigeschossiger giebelständiger Satteldachbau in Jura-Bauweise, seitlicher Anbau mit Hofdurchfahrt, 18./19. Jahrhundert | D-5-77-173-32          | BW |
| Kirchenstraße 15 (Standort) | Wohnhaus | Zweigeschossiges traufständiges Gebäude mit Halbwalmdach, bezeichnet „1825“ | D-5-77-173-34          | BW |
| Kriegsgräberstätte Nagelberg; Treuchtlinger Feld, am Westhang des Nagelberges (Standort)                                                           | Kriegsgräberstätte | Weitläufige Anlage mit ansteigendem Weg; Steinkreuzgruppen mit den Kriegsjahreszahlen 1939 bis 1945; große Substruktionsmauer mit Inschriftwand, darüber Gedenkstätte mit asymmetrisch aufgestelltem fünfseitigem verkupfertem Obelisk und offener Gedenkhalle; unter dem Obelisk bronzene liegende Kriegerfigur von Emil Krieger (München), dahinter zum Wald ansteigend Gräberfeld und weitere Steinkreuze, Steinkreuze von Johannes Egelhardt (Wemding); Entwurf der Anlage und Bauoberleitung: Helmut Schöner (München), gärtnerische Gestaltung: Anton Maier (Ingolstadt); errichtet 1958/59, am 10. September 1961 eingeweiht | D-5-77-173-193         | weitere Bilder |
| Luitpoldstraße 4 (Standort) | Sogenannte Zolleinnahme | Zweigeschossiger Giebelbau mit Krüppelwalmdach, vorgelegter niedrigerer Giebelbau, mit seitlichem eingeschossiger Anbau mit Walmdach, verputzt mit Bruchsteingliederungen, wohl von Hans Etschel, um 1920 | D-5-77-173-35          | Sogenannte Zolleinnahme |
| Luitpoldstraße 5 (Standort) | Wohnhaus | Zweigeschossiges Eckgebäude mit Halbwalmdach, erstes Drittel 19. Jahrhundert | D-5-77-173-36          | BW |
| Marktgasse 2 (Standort) | Wohnhaus | Zweigeschossiges, breit gelagertes Gebäude mit Halbwalmdach, mit Ecklisenen, wohl noch 18. Jahrhundert | D-5-77-173-37          | BW |
| Marktgasse 6 (Standort) | Wohnhaus | Zweigeschossiger Traufseitbau mit einseitig herabgezogenem Satteldach, zum Teil Fachwerk verputzt, 18. Jahrhundert | D-5-77-173-38          | BW |
| Nähe Ringstraße, im Stadtpark (Standort) | Monumentales Sandstein-Kruzifix                                                                                                   | Auf Sockel, um 1622 | D-5-77-173-39          | BW |
| Neufriedenheim 14 (Standort) | Ehemaliges Betriebswerk, Verwaltungsgebäude                                                                                       | Dreigeschossig mit Walmdach, Sichtziegelmauerwerk mit Natursteingliederungen, mit Wasserhaus, Nebenflügel, eingeschossiger Satteldachbau | D-5-77-173-188         | BW |
| Neufriedenheim 14 (Standort) | Ehemaliges Betriebswerk, Lokschuppen                                                                                              | Mit Oberlicht, mit moderner Erweiterung, Ziegelsteinbauten, um 1905/06 | D-5-77-173-188         | BW |
| Nähe Uhlbergstraße, Uhlbergstraße 2 (Standort) | Jüdischer Friedhof | Angelegt 1773, mit zahlreichen Grabsteinen des 18./20. Jahrhunderts, Ummauerung 18. Jahrhundert und 1950 | D-5-77-173-45          | weitere Bilder |
| Uhlbergstraße 2 (Standort) | Friedhofswärterhaus | Zweigeschossiger Walmdachbau, 19. Jahrhundert | D-5-77-173-44          | Friedhofswärterhaus |
| Weinberg, südliches Stadtgebiet am Burgstall oberhalb der Altmühl (Standort)                                                                       | Ehemalige Weinbergslage | Wohl im Hoch- und Spätmittelalter bewirtschaftet, zahlreiche Weinbergterrassen mit Kalksteintrockenmauern und Rampenstücken | D-5-77-173-189         | BW |

### Auernheim
| Lage                              | Objekt                                                  | Beschreibung | Akten-Nr.      | Bild                 |
| --------------------------------- | ------------------------------------------------------- | --- | -------------- | -------------------- |
| Frankenstraße 5 (Standort)        | Bauernhaus                                              | Erdgeschossiger Satteldachbau, 18./19. Jahrhundert | D-5-77-173-50  | BW                   |
| Frankenstraße 26 (Standort)       | Gasthaus                                                | Großzügiges zweigeschossiges Gebäude mit Halbwalmdach, vor 1836, bezeichnet „1857“, Sonnenuhr bezeichnet „1836“ | D-5-77-173-52  | BW                   |
| Frankenstraße 41 (Standort)       | Ehemaliges Forsthaus                                    | Zweigeschossiger Satteldachbau, 18. Jahrhundert | D-5-77-173-53  | BW                   |
| Frankenstraße 50 (Standort)       | Ehemaliges Forstdienstanwesen, Forsthaus                | Zweigeschossiger Satteldachbau, 1847/48 | D-5-77-173-190 | BW                   |
| Frankenstraße 50 (Standort)       | Ehemaliges Forstdienstanwesen, Scheune und Nebengebäude | Eingeschossige Satteldachbauten, wohl zweite Hälfte 19. Jahrhundert | D-5-77-173-190 | BW                   |
| Kurzgasse 22 (Standort)           | Pfarrhaus                                               | Zweigeschossiger Halbwalmdachbau, 1727, erneuert 1913 | D-5-77-173-54  | BW                   |
| Windischhausener Gasse (Standort) | Evangelisch-lutherische Pfarrkirche St. Georg           | Auf prähistorischem Hügel, Saalkirche, westlich ehemals Chorturm mit Spitzhelm, mit alten Gewölbeansätzen, im Kern 11./12. Jahrhundert, Langhaus spätmittelalterlich, im 17. und 18. Jahrhundert erweitert, 1728 neuer östlicher Altarraum, mit Ausstattung | D-5-77-173-48  | weitere Bilder       |
| Windischhausener Gasse (Standort) | Friedhofsbefestigung                                    | Friedhofstor, zweigeschossiger Torturm mit Walmdach, 16. Jahrhundert, Friedhofsmauer, bis zu 3 m Höhe, 16. Jahrhundert, im Kern wohl frühmittelalterlich, alte Brunnenanlage                                                                                | D-5-77-173-48  | Friedhofsbefestigung |

### Bergnershof
| Lage                                                   | Objekt                                                             | Beschreibung | Akten-Nr.      | Bild                                                               |
| ------------------------------------------------------ | ------------------------------------------------------------------ | --- | -------------- | ------------------------------------------------------------------ |
| Bergnershof 1, Galgenfeld, Nähe Bergnershof (Standort) | Gutshof, ehemalige Pappenheimische Domäne, Guts- und Verwalterhaus | Zweigeschossiger Satteldachbau, wohl 17./18. Jahrhundert, 1856 erneuert                                          | D-5-77-173-55  | Gutshof, ehemalige Pappenheimische Domäne, Guts- und Verwalterhaus |
| Bergnershof 1, Galgenfeld, Nähe Bergnershof (Standort) | Gutshof, Schweizerhaus                                             | Eingeschossiges Gebäude mit Walmdach, 19. Jahrhundert                                                            | D-5-77-173-55  | BW                                                                 |
| Bergnershof 1, Galgenfeld, Nähe Bergnershof (Standort) | Gutshof, Jägerhaus                                                 | Zweigeschossiger Walmdachbau, massiv, 18. Jahrhundert, nachträglich aufgestockt, mit eingeschossigem Seitentrakt | D-5-77-173-55  | BW                                                                 |
| Bergnershof 1, Galgenfeld, Nähe Bergnershof (Standort) | Gutshof, Ökonomiegebäude                                           | 19. Jahrhundert; Einfriedungsmauer, Bruchstein mit Abdeckung, 18./19. Jahrhundert                                | D-5-77-173-55  | BW                                                                 |
| Bergnershof 1, Galgenfeld, Nähe Bergnershof (Standort) | Gutsallee                                                          | Doppelallee, 17./18. Jahrhundert                                                                                 | D-5-77-173-55  | Gutsallee                                                          |
| Galgenfeld (Standort)                                  | Ehemaliger pappenheimscher Galgen                                  | Reste einer runden Ummauerung, wohl spätmittelalterlich                                                          | D-5-77-173-195 | BW                                                                 |

### Bubenheim
| Lage                    | Objekt                                            | Beschreibung | Akten-Nr.      | Bild                                              |
| ----------------------- | ------------------------------------------------- | --- | -------------- | ------------------------------------------------- |
| Bubenheim 9 (Standort)  | Schulhaus                                         | Ehemaliges Schulhaus, zweigeschossiger, verputzter Massivbau mit Walmdach und hohem Fundament, 1838, verändert 1907.       | D-5-77-173-248 | Schulhaus                                         |
| Bubenheim 19 (Standort) | Gasthaus                                          | Zweigeschossiger giebelständiger Satteldachbau, durch Türgewände bezeichnet „1746“                                         | D-5-77-173-59  | Gasthaus                                          |
| Bubenheim 19 (Standort) | Ökonomiegebäude                                   | Eingeschossiger Massivbau mit Satteldach, 19. Jahrhundert                                                                  | D-5-77-173-59  | Ökonomiegebäude                                   |
| Bubenheim 25 (Standort) | Bauernhaus                                        | Erdgeschossiger Satteldachbau in Bruchstein- und Quadermauerwerk, Mitte 19. Jahrhundert                                    | D-5-77-173-58  | Bauernhaus                                        |
| Bubenheim 40 (Standort) | Wohnhaus                                          | Erdgeschossiges Gebäude in Jura-Bauweise mit Kniestock, in Teilen Fachwerk, mit Legschieferdach, wohl noch 18. Jahrhundert | D-5-77-173-61  | Wohnhaus                                          |
| Bubenheim 42 (Standort) | Ehemaliges Pfarrhaus                              | Zweigeschossiger Walmdachbau, 18. Jahrhundert                                                                              | D-5-77-173-62  | Ehemaliges Pfarrhaus                              |
| Bubenheim 42 (Standort) | Stallanbau                                        | Eingeschossiges Gebäude mit Halbwalmdach und fachwerksichtigem Giebel, gleichzeitig, Treppenanlage, wohl 19. Jahrhundert   | D-5-77-173-62  | Stallanbau                                        |
| In Bubenheim (Standort) | Ehemalige Pfarrscheune                            | Großer Fachwerkbau mit Halbwalmdach, bezeichnet „1728“                                                                     | D-5-77-173-57  | Ehemalige Pfarrscheune                            |
| In Bubenheim (Standort) | Evangelisch-lutherische Filialkirche Heilig Kreuz | Saalkirche, östlich Turm mit Spitzhelm, Turm Ende 17. Jahrhundert, Langhaus 1749, mit Ausstattung                          | D-5-77-173-56  | Evangelisch-lutherische Filialkirche Heilig Kreuz |
| In Bubenheim (Standort) | Kirchhofummauerung und Torbögen                   | | D-5-77-173-56  | Kirchhofummauerung und Torbögen                   |

### Dietfurt in Mittelfranken
| Lage                                                            | Objekt                                                   | Beschreibung | Akten-Nr.               | Bild                                         |
| --------------------------------------------------------------- | -------------------------------------------------------- | --- | ----------------------- | -------------------------------------------- |
| Kirchenbuck 4 (Standort)                                        | Pfarrscheune                                             | Massives Gebäude mit Halbwalmdach, 18./frühes 19. Jahrhundert                                                                                             | D-5-77-173-66           | BW                                           |
| Kirchenbuck 8 (Standort)                                        | Evangelisch-lutherische Pfarrkirche Sankt Johann Baptist | Chorturmkirche, Turm mit Zeltdach, Ende 11. Jahrhundert, 1619 und 1680 erhöht, Sakristeianbau 15. Jahrhundert, Langhaus 1716, Anbau 1903, mit Ausstattung | D-5-77-173-65           | weitere Bilder                               |
| Nähe Oberdorfstraße (Standort)                                  | Scheune                                                  | Satteldachbau mit fachwerksichtigem Kniestock, 18. Jahrhundert, in Teilen erneuert                                                                        | D-5-77-173-69 Wikidata  | Scheune                                      |
| Oberdorfstraße 2 (Standort)                                     | Scheune                                                  | Satteldachbau mit Fachwerkgiebel, 18. Jahrhundert, in Teilen erneuert                                                                                     | D-5-77-173-70 Wikidata  | Scheune                                      |
| Oberdorfstraße 18 (Standort)                                    | Bauernhaus                                               | Zweigeschossig, in Jura-Bauweise, mit Legschieferdach, zweite Hälfte 19. Jahrhundert                                                                      | D-5-77-173-67 Wikidata  | Bauernhaus                                   |
| Oberdorfstraße 19 (Standort)                                    | Bauernhaus                                               | Eingeschossiges Gebäude mit flachem Satteldach in Jura-Bauweise, mit Kniestock, 1793                                                                      | D-5-77-173-64 Wikidata  | weitere Bilder                               |
| Oberdorfstraße 19 (Standort)                                    | Fachwerkscheune                                          | Mit Legschieferdach, wohl gleichzeitig | D-5-77-173-64 Wikidata  | Fachwerkscheune                              |
| Schneckenhofener Straße 1 (Standort)                            | Jurahaus, ehemaliges Fischer- und Bauernhaus             | Eingeschossiger Satteldachbau mit Kniestock, Binnengliederung in Fachwerk, dendrochronologisch datiert 1492/93, Veränderungen um 1900, 1924 und 1933      | D-5-77-173-245 Wikidata | Jurahaus, ehemaliges Fischer- und Bauernhaus |
| Schneckenhofener Straße 9 (Standort)                            | Gasthaus                                                 | Zweigeschossiger Satteldachbau in Jura-Bauweise, mit Legschieferdach, zweite Hälfte 19. Jahrhundert, südlich modern erweitert                             | D-5-77-173-71           | BW                                           |
| Nähe Schulstraße, Raiffeisengasse 1 (Standort)                  | Ehemalige Zehntscheune                                   | Bruchsteinbau verputzt, mit Legschieferdach, bezeichnet durch Wappenstein des Eichstätter Walburga-Stifts „1766“                                          | D-5-77-173-63           | BW                                           |
| Sommerhausstraße 1 (Standort)                                   | Jurahaus                                                 | Eingeschossiger Flachsatteldachbau mit Kniestock, zum Teil in Fachwerk, dendrochronologisch datiert 1706/08, erneuert „1833“ (bezeichnet)                 | D-5-77-173-244          | BW                                           |
| Sommerhausstraße 6 (Standort)                                   | Ehemaliges Hirtenhaus                                    | Doppelhaus, erdgeschossig mit Kniestock, mit zweigeschossigem Anbau, in Teilen verputztes Fachwerk, 19. Jahrhundert                                       | D-5-77-173-72           | BW                                           |
| Unterdorf 4 (Standort)                                          | Barockes Gutshaus                                        | Zweigeschossiger Walmdachbau, Portal und Fassadengliederung, zweite Hälfte 18. Jahrhundert                                                                | D-5-77-173-74           | BW                                           |
| Unterdorf 4 (Standort)                                          | Scheune                                                  | In Jurabauweise mit Legschieferdach, frühes 19. Jahrhundert                                                                                               | D-5-77-173-74           | BW                                           |
| Unterdorf 11 (Standort)                                         | Ehemalige Thurn- und Taxissche Poststation und Gasthaus  | Zweigeschossiger Satteldachbau, Giebel in verputztem Fachwerk, im Kern wohl 17. Jahrhundert, 1747 erweitert                                               | D-5-77-173-75           | BW                                           |
| Weidstein, in Fortsetzung der Rosengasse an Feldrain (Standort) | Sogenannter Römerstein                                   | Vielleicht mittelalterlicher Tauf- oder Weihwasserstein                                                                                                   | D-5-77-173-77           | BW                                           |

### Eichhof
| Lage                 | Objekt                            | Beschreibung    | Akten-Nr.     | Bild                              |
| -------------------- | --------------------------------- | --------------- | ------------- | --------------------------------- |
| Eichhof 1 (Standort) | Eingelassener römischer Grabstein | Ca. 200 n. Chr. | D-5-77-173-78 | Eingelassener römischer Grabstein |

### Falbenthal
| Lage                     | Objekt             | Beschreibung | Akten-Nr.     | Bild           |
| ------------------------ | ------------------ | --- | ------------- | -------------- |
| Falbenthal 1 (Standort)  | Ehemaliges Schloss | Ursprünglich dreigeschossiger Traufseitbau mit vier Ecktürmen an der Frontseite, 1681, im 19. Jahrhundert westliche Türme entfernt sowie Obergeschoss und östliche Turmobergeschosse abgetragen | D-5-77-173-79 | weitere Bilder |
| In Falbenthal (Standort) | Gemeindeturm       | Zweigeschossig mit Spitzhelm, 1878, mit moderner Erweiterung | D-5-77-173-81 | BW             |

### Freihardt
| Lage                   | Objekt   | Beschreibung                                          | Akten-Nr.     | Bild |
| ---------------------- | -------- | ----------------------------------------------------- | ------------- | ---- |
| Freihardt 2 (Standort) | Gutshaus | Zweigeschossiger Bau in klassizistischen Formen, 1802 | D-5-77-173-82 | BW   |

### Graben
| Lage                                                 | Objekt                                             | Beschreibung | Akten-Nr.      | Bild                           |
| ---------------------------------------------------- | -------------------------------------------------- | --- | -------------- | ------------------------------ |
| Alte Treuchtlinger Straße 3 (Standort)               | Bauernhof, ehemaliges Wirtshaus und Bauernhaus     | Zweigeschossiger Satteldachbau in Jura-Bauweise mit Kniestockhaus, Legschieferdach, im Kern Fachwerkbau 1662, massiver Ausbau erstes Viertel 19. Jahrhundert                                                                                  | D-5-77-173-191 | BW                             |
| Alte Treuchtlinger Straße 3 (Standort)               | Bauernhof, Scheune                                 | Satteldachbau, Naturstein, teilweise Fachwerk, mit Legschieferdach, 17.–19. Jahrhundert | D-5-77-173-191 | BW                             |
| Fossa Carolina; Karlsgrabenstraße (Standort)         | Fossa Carolina                                     | Erhaltener Teil einer karolingischen Kanalanlage, im Südteil 30 m breit, bis 10 m tief, 3000 m lang, vom Jahre 793, Einfassungsmauer am Endpunkt der Anlage im Dorf, 19./20. Jahrhundert (teilweise im Gebiet der Stadt Weißenburg in Bayern) | D-5-77-173-84  | weitere Bilder                 |
| Karlsgrabenstraße 4, Karlsgrabenstraße 2 (Standort)  | Austragshaus                                       | Eingeschossiger Satteldachbau in Jura-Bauweise mit Kniestock, mit anschließenden Scheunenbauten, Bruchstein, 19. Jahrhundert, ehemals zu abgängigem Anwesen Karlsgrabenstraße 2 gehörend                                                      | D-5-77-173-88  | BW                             |
| Karlsgrabenstraße 6 (Standort)                       | Bauernhaus eines Dreiseithofes                     | Großzügig angelegter zweigeschossiger Satteldachbau, Fassadengliederung, bezeichnet „1905“, eiserner Hofzaun und eiserner Brunnen, um 1900 | D-5-77-173-85  | Bauernhaus eines Dreiseithofes |
| Karlsgrabenstraße 7a, Karlsgrabenstraße 7 (Standort) | Ehemaliges Austragshaus                            | Eingeschossiger Satteldachbau in Jura-Bauweise, mit Kniestock, Bruchstein verputzt, Ende 18. Jahrhundert | D-5-77-173-200 | BW                             |
| Karlsgrabenstraße 7a, Karlsgrabenstraße 7 (Standort) | Großzügiger Scheunenbau                            | Rechtwinklig anschließend, wohl gleichzeitig | D-5-77-173-200 | BW                             |
| Karlsgrabenstraße 13 (Standort)                      | Bauernhaus eines ehemals Dreiseithofes             | Zweigeschossiger Satteldachbau in Jura-Bauweise, bezeichnet „1904“ | D-5-77-173-86  | BW                             |
| Karlsgrabenstraße 30 (Standort)                      | Bauernhaus                                         | Kleines eingeschossiges Gebäude in Jura-Bauweise, mit Kniestock, 18./19. Jahrhundert | D-5-77-173-89  | BW                             |
| Nähe Karlsgrabenstraße (Standort)                    | Evangelisch-lutherische Filialkirche St. Kunigunde | Saalraum mit eingezogenem Chor, über Westfassade Turm mit Spitzhelm, 15. Jahrhundert, Umbau um 1600, mit Ausstattung | D-5-77-173-83  | weitere Bilder                 |
| Tändleweg 1 (Standort)                               | Ehemaliges Gasthaus, Bauernhaus                    | Zweigeschossiger Satteldachbau in Jura-Bauweise, bezeichnet „1855“ | D-5-77-173-87  | BW                             |

### Gstadt
| Lage                | Objekt                   | Beschreibung                                                                                                | Akten-Nr.      | Bild |
| ------------------- | ------------------------ | --- | -------------- | ---- |
| Gstadt 5 (Standort) | Bauernhof, Wohnstallhaus | Großzügiger zweigeschossiger Satteldachbau in Jura-Bauweise, mit Kniestock, bezeichnet „1884“               | D-5-77-173-192 | BW   |
| Gstadt 5 (Standort) | Bauernhof, Scheune       | In Teilen Fachwerk, mit Legschieferdach, Scheunentor mit figural gestalteten Pfeilern, wohl 18. Jahrhundert | D-5-77-173-192 | BW   |

### Gundelsheim
| Lage                                                        | Objekt                                | Beschreibung | Akten-Nr.      | Bild                                  |
| ----------------------------------------------------------- | ------------------------------------- | --- | -------------- | ------------------------------------- |
| Am Kirchberg 1 (Standort)                                   | Ehemaliges Gasthaus                   | Zweigeschossiges Wohngebäude mit Satteldach in Jura-Bauweise, mit Aufzugsluke, Mitte 18./frühes 19. Jahrhundert                                                                                 | D-5-77-173-94  | BW                                    |
| Am Kirchberg 1 (Standort)                                   | Fachwerkscheune                       | Mit Legschieferdach, 19. Jahrhundert | D-5-77-173-94  | BW                                    |
| Am Kirchberg 3 (Standort)                                   | Ehemaliges Bauernhaus                 | Eingeschossiger Satteldachbau in Jura-Bauweise, mit Kniestock, 19. Jahrhundert, in den Baukörper einbezogene kleine spätbarocke Hauskapelle, wohl ehemals zum Kirchhof gehörig, mit Ausstattung | D-5-77-173-93  | BW                                    |
| Am Kirchberg 5 (Standort)                                   | Katholische Filialkirche Sankt Ulrich | Chorturmkirche, Turm mit achteckigem Obergeschoss und Zwiebelhaube, erbaut 1650, 1736 erneuert, barockisiert und nach Westen erweitert, mit Ausstattung                                         | D-5-77-173-92  | Katholische Filialkirche Sankt Ulrich |
| Am Kirchberg 5 (Standort)                                   | Kirchhofmauer                         | Wohl 18. Jahrhundert | D-5-77-173-92  | BW                                    |
| Bachweg 20, Bachweg 22 (Standort)                           | Bauernhaus                            | Eingeschossiger Satteldachbau mit Kniestock in Jura-Bauweise, zum Teil Fachwerk, 18./19. Jahrhundert                                                                                            | D-5-77-173-96  | BW                                    |
| Eichschlag (Standort)                                       | Bildstock                             | Marterl für Walburga Mederle, bezeichnet „17. April 1917“, nahe Bahnstrecke | D-5-77-173-98  | BW                                    |
| Heuwegfeld, westlich beim Steinbruch an Feldrain (Standort) | Bildstock                             | Um 1800, mit Gusseisenkreuz, zweite Hälfte 19. Jahrhundert | D-5-77-173-198 | BW                                    |

### Haag bei Treuchtlingen
| Lage               | Objekt  | Beschreibung                                                                                   | Akten-Nr.      | Bild |
| ------------------ | ------- | ---------------------------------------------------------------------------------------------- | -------------- | ---- |
| In Haag (Standort) | Scheune | Satteldachbau in Jura-Bauweise, 19. Jahrhundert, ehemals Teil eines Bauernhofes im Hakenhoftyp | D-5-77-173-100 | BW   |

### Hagenhof
| Lage                  | Objekt   | Beschreibung                                                     | Akten-Nr.      | Bild |
| --------------------- | -------- | ---------------------------------------------------------------- | -------------- | ---- |
| Hagenhof 1 (Standort) | Hagenhof | Zweigeschossiges Gutshaus mit Satteldach, frühes 19. Jahrhundert | D-5-77-173-101 | BW   |

### Heunischhof
| Lage                     | Objekt     | Beschreibung                                                                                          | Akten-Nr.      | Bild |
| ------------------------ | ---------- | --- | -------------- | ---- |
| Heunischhof 3 (Standort) | Bauernhaus | Zweigeschossiger Satteldachbau in Jura-Bauweise mit Kniestock, Naturstein verputzt, bezeichnet „1858“ | D-5-77-173-102 | BW   |

### Kellerhaus
| Lage                               | Objekt       | Beschreibung | Akten-Nr.      | Bild |
| ---------------------------------- | ------------ | --- | -------------- | ---- |
| Treuchtlinger Straße (Standort)    | Bierkeller   | Kellereingang, Bruchsteinmauerwerk, bezeichnet „1851“ | D-5-77-173-173 | BW   |
| Treuchtlinger Straße 16 (Standort) | Kelleranlage | Mehrteilig, mehrgeschossig, Tonnengewölbe, überbaut von freistehender Holzdachkonstruktion, Terrassenrückwand bezeichnet 1884, Mitte/zweite Hälfte 19. Jahrhundert | D-5-77-173-202 | BW   |
| Treuchtlinger Straße 18 (Standort) | Kelleranlage | Mehrteilig, mehrgeschossig, Tonnengewölbe, mit Eisschacht, überbaut von Wohnhaus, schmaler zweigeschossiger Satteldachbau, Mitte 19. Jahrhundert                   | D-5-77-173-201 | BW   |
| Treuchtlinger Straße 20 (Standort) | Kellerhaus   | Zweigeschossiges Gebäude mit Halbwalmdach, Naturstein, ehemals verputzt, erstes Drittel 19. Jahrhundert                                                            | D-5-77-173-172 | BW   |

### Mattenmühle
| Lage                     | Objekt                | Beschreibung                                                                        | Akten-Nr.                | Bild           |
| ------------------------ | --------------------- | ----------------------------------------------------------------------------------- | ------------------------ | -------------- |
| Mattenmühle 1 (Standort) | Mühl- und Bauernhaus  | Zweigeschossiger Satteldachbau in Jura-Bauweise, mit Kniestock, 18./19. Jahrhundert | D-5-77-173-103           | weitere Bilder |
| Mattenmühle 1 (Standort) | Nebenhaus mit Scheune | Erdgeschossiger Satteldachbau mit Kniestock                                         | D-5-77-173-103 zugehörig | weitere Bilder |

### Möhren
| Lage                                                            | Objekt                                                             | Beschreibung | Akten-Nr.      | Bild                                                               |
| --------------------------------------------------------------- | ------------------------------------------------------------------ | --- | -------------- | ------------------------------------------------------------------ |
| Alter Postweg 6 (Standort)                                      | Ehemaliges Fischerhaus                                             | Eingeschossiger Satteldachbau in Jura-Bauweise, mit fachwerksichtigem Kniestock, 18. Jahrhundert | D-5-77-173-118 | Ehemaliges Fischerhaus                                             |
| An der Sägmühle 5 (Standort)                                    | Mühle, Wohnhaus                                                    | Breitgelagerter zweigeschossiger Bau mit Mansarddach mit Halbwalm, 18./19. Jahrhundert | D-5-77-173-111 | Mühle, Wohnhaus                                                    |
| Dorfplatz 1 (Standort)                                          | Kleinhaus                                                          | Eingeschossiger Satteldachbau in Jura-Bauweise mit Kniestock, 18. Jahrhundert | D-5-77-173-114 | Kleinhaus                                                          |
| Dorfplatz 2 (Standort)                                          | Ehemaliges Rathaus und Feuerwehrhaus                               | Zweigeschossiger, schmaler Satteldachbau, bezeichnet „1884“ | D-5-77-173-109 | Ehemaliges Rathaus und Feuerwehrhaus                               |
| Dorfplatz 8 (Standort)                                          | Ehemaliger Brauereigasthof                                         | Großzügiger, giebelständiger zweigeschossiger Satteldachbau in Jura-Bauweise, mit Kniestock, frühes 19. Jahrhundert, rückwärtig mit moderner Erweiterung | D-5-77-173-115 | Ehemaliger Brauereigasthof                                         |
| Dorfplatz 13 (Standort)                                         | Ehemalige Mühle                                                    | Wohnhaus mit Scheune, großzügiger, zweigeschossiger traufständiger Satteldachbau, 17. Jahrhundert, mit offenem Bachlauf und Bach-Durchlass, darin eingegliedert Kleinhaus, eingeschossiger Satteldachbau, 18./19. Jahrhundert | D-5-77-173-117 | Ehemalige Mühle                                                    |
| Horngraben, an Waldweg (Standort)                               | Hemmstein, sogenannter Magdalenenstein                             | Mit Einritzungen (Bremsschuh), 18./19. Jahrhundert | D-5-77-173-197 | BW                                                                 |
| Klosterstraße 7 (Standort)                                      | Wohnhaus                                                           | Massiv erscheinender zweigeschossiger Bau mit Krüppelwalmdach, 18./19. Jahrhundert | D-5-77-173-116 | BW                                                                 |
| Klosterstraße 12 (Standort)                                     | Katholische Pfarrkirche Mariä Himmelfahrt, ehemalige Schlosskirche | Saalbau mit eingezogenem Chor, frei stehender Turm mit Maßwerkfries und Lisenengliederung, mit Zwiebelhaube, nachgotischer Bau, 1583, barockisiert und erweitert 1672/73, Erneuerungen 1726 bis 1729, mit Ausstattung | D-5-77-173-104 | Katholische Pfarrkirche Mariä Himmelfahrt, ehemalige Schlosskirche |
| Schloßstraße 52, Schloßstraße 50, Nähe Klosterstraße (Standort) | Ehemaliges fugger-nordendorfsches dann pappenheimsches Schloss     | 1711 über Resten der Höhenburg des 13. Jahrhunderts erbaut, 1880 historisierend erneuert, mit Garteneinfriedung, mit Ausstattung, mit Ostterrasse, 18. Jahrhundert, mit nördlichem Torhaus, 17./18. Jahrhundert, einschließlich Reste der Befestigung, mit südlichem Torhaus, 17./18. Jahrhundert, mit Verwalterhaus und angeschlossenem Ökonomiebau, 18./frühes 19. Jahrhundert, mit bepflanzter Schlossauffahrt, 18. Jahrhundert | D-5-77-173-106 | weitere Bilder                                                     |
| Möhrenbachtal 27 (Standort)                                     | Hausfigur heiliger Johann Nepomuk                                  | 18. Jahrhundert | D-5-77-173-113 | Hausfigur heiliger Johann Nepomuk                                  |
| Monheimer Straße 2 (Standort)                                   | Pfarrhaus                                                          | Zweigeschossiger Zeltdachbau, mit rustizierten Ecklisenen, 1855 | D-5-77-173-105 | Pfarrhaus                                                          |
| Schloßstraße 54 (Standort)                                      | Schafscheune                                                       | Breitgelagerter Walmdachbau, Bruchsteinmauerwerk, im Innern dreischiffige Holzkonstruktion, 18. Jahrhundert | D-5-77-173-107 | BW                                                                 |

### Naßwiesen
| Lage                                | Objekt                              | Beschreibung                                                                                 | Akten-Nr.      | Bild |
| ----------------------------------- | ----------------------------------- | -------------------------------------------------------------------------------------------- | -------------- | ---- |
| Naßwiesen 2 (Standort)              | Ehemaliges Bauernhaus und Wirtshaus | In Jura-Bauweise, erdgeschossiger Satteldachbau mit Kniestock, Legschieferdach, um 1800      | D-5-77-173-120 | BW   |
| Naßwiesen 3, Naßwiesen 5 (Standort) | Bauernhof, Wohnhaus                 | Erdgeschossiges Gebäude in Jura-Bauweise mit Kniestock, Naturstein verputzt, Legschieferdach | D-5-77-173-121 | BW   |
| Naßwiesen 3, Naßwiesen 5 (Standort) | Bauernhof, Scheune                  | Mit Legschieferdach, erstes Viertel 19. Jahrhundert                                          | D-5-77-173-121 | BW   |

### Oberheumödern
| Lage                        | Objekt                             | Beschreibung                                                                                                | Akten-Nr.               | Bild                               |
| --------------------------- | ---------------------------------- | --- | ----------------------- | ---------------------------------- |
| Oberheumödern 1 (Standort)  | Scheune                            | Satteldachbau, teilweise fachwerksichtig, bezeichnet „1872“                                                 | D-5-77-173-122          | BW                                 |
| Oberheumödern 2 (Standort)  | Bauernhaus                         | Eingeschossiger Satteldachbau in Jura-Bauweise, mit Kniestock in Fachwerk, verputzt, frühes 19. Jahrhundert | D-5-77-173-123          | BW                                 |
| Oberheumödern 2 (Standort)  | Kleinhaus                          | Davor, eingeschossiger Satteldachbau, Naturstein, bezeichnet „1852“                                         | D-5-77-173-123 Wikidata | Kleinhaus                          |
| Oberheumödern 13 (Standort) | Ehemaliges Schul- und Gemeindehaus | Zweigeschossiger Walmdachbau mit Uhrtürmchen, faszierte Fenstereinfassungen, 1839                           | D-5-77-173-124          | Ehemaliges Schul- und Gemeindehaus |

### Papiermühle (obere)
| Lage                           | Objekt                                 | Beschreibung                                                                                         | Akten-Nr.      | Bild                                   |
| ------------------------------ | -------------------------------------- | --- | -------------- | -------------------------------------- |
| Obere Papiermühle 2 (Standort) | Obere Papiermühle, ehemaliges Mühlhaus | Zweigeschossiger Satteldachbau und Anbau gleicher Bauart mit geringerer Firsthöhe, bezeichnet „1833“ | D-5-77-173-125 | Obere Papiermühle, ehemaliges Mühlhaus |
| Obere Papiermühle 2 (Standort) | Obere Papiermühle, Nebengebäude        | Eingeschossiger Satteldachbau, bezeichnet „1788“                                                     | D-5-77-173-125 | BW                                     |

### Papiermühle (untere)
| Lage                            | Objekt                                                            | Beschreibung | Akten-Nr.      | Bild           |
| ------------------------------- | ----------------------------------------------------------------- | --- | -------------- | -------------- |
| Untere Papiermühle 1 (Standort) | Untere Papiermühle, ehemaliges Mühlenbesitzer- und Manufakturhaus | Großes zweigeschossiges Gebäude mit steilem Satteldach, bezeichnet „1766“, mit eingeschossigem Wirtschaftsanbau | D-5-77-173-126 | weitere Bilder |
| Untere Papiermühle 1 (Standort) | Untere Papiermühle, Scheune                                       | In Jura-Bauweise, wohl zweite Hälfte 19. Jahrhundert                                                            | D-5-77-173-126 | BW             |

### Rutzenhof
| Lage                   | Objekt                                 | Beschreibung                                                                                              | Akten-Nr.      | Bild                    |
| ---------------------- | -------------------------------------- | --- | -------------- | ----------------------- |
| Rutzenhof 1 (Standort) | Ehemaliges Bauernhaus, jetzt Nebenhaus | Erdgeschossiges Gebäude mit Flachsatteldach in Jura-Bauweise, mit Legschieferdach, 1817                   | D-5-77-173-127 | BW                      |
| Rutzenhof 2 (Standort) | Lutherhäusl, Bauernhaus                | Erdgeschossig in Jura-Bauweise, mit Fachwerk-Kniestock und -Giebel, im Kern angeblich spätmittelalterlich | D-5-77-173-128 | Lutherhäusl, Bauernhaus |

### Schambach
| Lage                                           | Objekt                                               | Beschreibung | Akten-Nr.      | Bild           |
| ---------------------------------------------- | ---------------------------------------------------- | --- | -------------- | -------------- |
| Bachgasse 4 (Standort)                         | Wohnhaus                                             | In Jura-Bauweise, eingeschossiger Satteldachbau mit Kniestock, 17./18. Jahrhundert, Legschieferdach, Fenster- und Türgewände 1929 | D-5-77-173-129 | BW             |
| Burggasse 1, 3 (Standort)                      | Gasthof                                              | Zweigeschossiger Satteldachbau in Jura-Bauweise, mit Legschieferdach, neun Fensterachsen, bezeichnet „1814“, erneuert 1870, über Kelleranlagen der mittelalterlichen Burg errichtet, Gartenmauer mit spätbarocken Steinpfosten (Zaunträger) | D-5-77-173-130 | BW             |
| Herrngasse 6, 6 a (Standort)                   | Obere Mühle, Wohnhaus                                | Zweigeschossiger Satteldachbau in Jura-Bauweise mit Ecklisenen | D-5-77-173-134 | BW             |
| Herrngasse 6, 6 a (Standort)                   | Obere Mühle                                          | Gleichartiger zweigeschossiger Anbau | D-5-77-173-134 | BW             |
| Herrngasse 6, 6 a (Standort)                   | Obere Mühle, Nebengebäude                            | An Wohnhaus anschließend, mit Legschieferdach, 18/19. Jahrhundert | D-5-77-173-134 | BW             |
| Herrngasse 9 (Standort)                        | Bauernhaus                                           | In Jura-Bauweise, zweigeschossiger Satteldachbau, mit Ecklisenen, zweite Hälfte 19. Jahrhundert | D-5-77-173-132 | BW             |
| Herrngasse 11 (Standort)                       | Bauernhaus                                           | In Jura-Bauweise, eingeschossiger giebelständiger Satteldachbau, 19. Jahrhundert | D-5-77-173-133 | BW             |
| Herrngasse 11 (Standort)                       | Scheune                                              | Mit Fachwerkkniestock, 19. Jahrhundert | D-5-77-173-133 | BW             |
| Lettenstraße 1 (Standort)                      | Wohnhaus                                             | Zweigeschossiger Satteldachbau in Jura-Bauweise mit Legschieferdach, mit Ecklisenen, bezeichnet „1835“ | D-5-77-173-135 | BW             |
| Schambachtal 1 a (Standort)                    | Wohnstallhaus                                        | Eingeschossiger Massivbau in Jura-Bauweise, mit Kniestock und Legschieferdach, 1491 (dendrochronologisch datiert), Erneuerung bezeichnet „1922“                                                                                             | D-5-77-173-131 | BW             |
| Schambachtal 1 a (Standort)                    | Scheune                                              | Massiver Satteldachbau in Jura-Bauweise, 18. Jahrhundert Austragshaus, eingeschossiger Massivbau mit Satteldach und Kniestock, erste Hälfte 18. Jahrhundert                                                                                 | D-5-77-173-131 | BW             |
| Zum Wirtsbuck 1, Nähe Zum Wirtsbuck (Standort) | Evangelisch-lutherische Filialkirche Sankt Willibald | Chorturmkirche, Turm des späten 14. Jahrhunderts, mit breitem Helmdach, Langhaus 1739, mit Ausstattung; mit Friedhofsmauer, 19. Jahrhundert                                                                                                 | D-5-77-173-136 | weitere Bilder |
| Zum Wirtsbuck 2 (Standort)                     | Wohnhaus                                             | Eingeschossiger Satteldachbau in Jura-Bauweise, mit Kniestock, mit Legschieferdach, im Kern 1673, im 18./19. Jahrhundert verändert, mit Anbauten mit kleinem Wirtschaftsteil, des 19. Jahrhunderts                                          | D-5-77-173-137 | Wohnhaus       |
| Zum Wirtsbuck 8 (Standort)                     | Wohnhaus                                             | Eingeschossiger Satteldachbau in Jura-Bauweise, mit Kniestock und Legschieferdach, 18. Jahrhundert | D-5-77-173-203 | Wohnhaus       |

### Schlittenhart
| Lage                            | Objekt                 | Beschreibung                                                                                     | Akten-Nr.      | Bild |
| ------------------------------- | ---------------------- | ------------------------------------------------------------------------------------------------ | -------------- | ---- |
| Auernheimer Straße 7 (Standort) | Großzügiges Bauernhaus | Zweigeschossiger Satteldachbau mit Putzgliederung und rustizierten Ecklisenen, bezeichnet „1869“ | D-5-77-173-139 | BW   |

### Spielhof
| Lage                  | Objekt                              | Beschreibung                                                                      | Akten-Nr.      | Bild |
| --------------------- | ----------------------------------- | --------------------------------------------------------------------------------- | -------------- | ---- |
| Spielhof 1 (Standort) | Ehemaliges pappenheimischer Gutshof | Gutshaus, zweigeschossiger Satteldachbau, 18./19. Jahrhundert, im Kern wohl älter | D-5-77-173-140 | BW   |

### Unterheumödern
| Lage                         | Objekt     | Beschreibung | Akten-Nr.               | Bild       |
| ---------------------------- | ---------- | --- | ----------------------- | ---------- |
| Unterheumödern 14 (Standort) | Bauernhaus | In Jura-Bauweise, erdgeschossiger Satteldachbau mit Kniestock in Fachwerk, mit anschließender Scheune, Mitte 19. Jahrhundert | D-5-77-173-141 Wikidata | Bauernhaus |

### Weinbergshof
| Lage                      | Objekt     | Beschreibung                                                                                         | Akten-Nr.      | Bild |
| ------------------------- | ---------- | --- | -------------- | ---- |
| Weinbergshof 2 (Standort) | Bauernhaus | Zweigeschossiges Gebäude mit Halbwalmdach, mit Ecklisenen und Putzgliederung, frühes 19. Jahrhundert | D-5-77-173-142 | BW   |

### Wettelsheim
| Lage                                       | Objekt                                              | Beschreibung | Akten-Nr.      | Bild             |
| ------------------------------------------ | --------------------------------------------------- | --- | -------------- | ---------------- |
| An der Rohrach 8 (Standort)                | Ehemalige Mühle                                     | Eingeschossiger Satteldachbau mit Zwerchhaus, errichtet 1715, bezeichnet „1851“, Scheune, bezeichnet „1726“                                                           | D-5-77-173-145 | BW               |
| An der Rohrach 20 (Standort)               | Bauernhaus                                          | Eingeschossiger giebelständiger Satteldachbau, in Jura-Bauweise, mit Kniestock, mit Legschieferdach, 1837                                                             | D-5-77-173-143 | BW               |
| An der Rohrach 31 (Standort)               | Bauernhaus                                          | Eingeschossiger Satteldachbau mit Kniestock, in Ecklage, 19. Jahrhundert                                                                                              | D-5-77-173-144 | BW               |
| An der Rohrach 39 (Standort)               | Ehemaliges Schulhaus                                | Zweigeschossiges Gebäude mit Halbwalmdach, in Ecklage, 1826/27 | D-5-77-173-149 | BW               |
| An der Rohrach 40 (Standort)               | Wohnstallhaus                                       | Eingeschossiger langgestreckter Satteldachbau in Jura-Bauweise, mit Kniestock, zweite Hälfte 18. Jahrhundert                                                          | D-5-77-173-151 | BW               |
| An der Rohrach 41 (Standort)               | Scheune                                             | Kleiner Satteldachbau, bezeichnet „1929“, Türbalken vom Vorgängerbau, bezeichnet „1721“                                                                               | D-5-77-173-150 | BW               |
| An der Rohrach 46 (Standort)               | Gasthaus                                            | Zweigeschossiger traufständiger Bau mit Steildach, mit Ecklisenen, 1579 (dendrochronologisch datiert)                                                                 | D-5-77-173-153 | BW               |
| An der Rohrach 48 (Standort)               | Ehemaliges Austragshaus                             | Zweigeschossiger traufständiger Satteldachbau, bezeichnet „1913“ | D-5-77-173-154 | BW               |
| An der Rohrach 51 (Standort)               | Wohnstallhaus                                       | Zweigeschossiges langes Gebäude mit flachem Satteldach, im Kern 18. Jahrhundert, 1869 aufgestockt                                                                     | D-5-77-173-152 | BW               |
| An der Rohrach 61 (Standort)               | Bauernhaus                                          | Eingeschossiger Satteldachbau in Jura-Bauweise, mit Kniestock, mit Legschieferdach, bezeichnet „1804“                                                                 | D-5-77-173-155 | BW               |
| Friedhofweg 1 (Standort)                   | Scheune eines Dreiseithofes                         | Groß, breitgelagert, in Jura-Bauweise, bezeichnet „1872“ | D-5-77-173-146 | BW               |
| Friedhofweg 4 (Standort)                   | Bauernhaus                                          | Kleiner eingeschossiger Bau mit Steildach, wohl 18. Jahrhundert | D-5-77-173-147 | BW               |
| Marktstraße 1 (Standort)                   | Ehemalige Zehntscheune                              | Massiver Satteldachbau mit drei Giebelgeschossen, 1715, vorgesetzte Frontseite zweites Viertel 19. Jahrhundert                                                        | D-5-77-173-156 | BW               |
| Marktstraße 12 (Standort)                  | Bauernhaus eines ehemals Meierhofes                 | Eingeschossiger Satteldachbau, in Jura-Bauweise, mit Fachwerkkniestock, Naturstein, verputzt, in Teilen durch Ziegel ersetzt, am Südgiebel bezeichnet „1678“          | D-5-77-173-157 | BW               |
| Nähe Friedhofweg (Standort)                | Evangelisch-lutherische Pfarrkirche St. Martin      | Saalraum mit eingezogenem Chor, gedrungener Westturm mit Zeltdach, 14. Jahrhundert, Ausbau im 15. Jahrhundert und 1656; mit Ausstattung                               | D-5-77-173-148 | weitere Bilder   |
| Nähe Friedhofweg (Standort)                | Friedhof                                            | Mit Friedhofsmauer und -tor des 19. Jahrhunderts, Grabsteine | D-5-77-173-148 | BW               |
| Pfarrgasse 3, Nähe Pfarrgasse (Standort)   | Ehemalige Schule                                    | Zweigeschossig, mit Krüppelwalmdach, bezeichnet „1887“, im Kern Teil des ehemaligen Amtshofes des Klosters Wülzburg, 1499                                             | D-5-77-173-159 | Ehemalige Schule |
| Pfarrgasse 3, Nähe Pfarrgasse (Standort)   | Scheune                                             | Angeschlossen, letztes Viertel 19. Jahrhundert, mit erhaltenen Teilen von Mauer und Graben der Befestigung, 15./16. Jahrhundert                                       | D-5-77-173-159 | BW               |
| Pfarrgasse 1 (Standort)                    | Evangelisch-lutherische Pfarrkirche                 | Markgrafenkirche, Quersaalbau, von Johann David Steingruber, 1756/57, an Westseite Turm mit Spitzhelm, 1866, östlich zweigeschossiger Sakristeianbau, mit Ausstattung | D-5-77-173-158 | weitere Bilder   |
| Pfarrgasse 1, hinter der Kirche (Standort) | Reste von Mauer und Graben des ehemaligen Amtshofes | 15./16. Jahrhundert | D-5-77-173-158 | BW               |
| Pfarrgasse 6 (Standort)                    | Pfarrhaus                                           | Zweigeschossiger Walmdachbau, 1801, Umbau 1907, Scheune mit Halbwalmdach, bezeichnet „1774“                                                                           | D-5-77-173-161 | Pfarrhaus        |
| Pfarrgasse 6 (Standort)                    | Gartenpavillon                                      | Mit Zeltdach, 19. Jahrhundert | D-5-77-173-161 | BW               |
| Pfarrgasse 9 (Standort)                    | Ehemaliges Nebengebäude, Wohnhaus                   | Zweigeschossiger Satteldachbau, 17./18. Jahrhundert, Gruppe mit Pfarrgasse 5/7 und 11                                                                                 | D-5-77-173-162 | BW               |
| Pfarrgasse 11 (Standort)                   | Kleinhaus                                           | Eingeschossiger Giebelbau mit Satteldach, 1873, Gruppe mit Pfarrgasse 5/7/9                                                                                           | D-5-77-173-163 | BW               |
| Riedlein 5 (Standort)                      | Wohnhaus                                            | Zweigeschossiger Traufseitbau mit Satteldach, frühes 19. Jahrhundert, Umbau bezeichnet „1886“                                                                         | D-5-77-173-164 | BW               |
| Riedlein 7 a (Standort)                    | Fachwerkscheune                                     | Eingeschossiger Flachsatteldachbau mit Kniestock, bezeichnet „1846“                                                                                                   | D-5-77-173-165 | BW               |
| Riedlein 10 (Standort)                     | Wohnhaus                                            | Eingeschossiger Traufseitbau in Jura-Bauweise, mit Kniestock und Legschieferdach, 18. Jahrhundert                                                                     | D-5-77-173-166 | BW               |
| Riedlein 16, Riedlein 18 (Standort)        | Doppel-Kleinhaus                                    | Nördlicher Teil in Jura-Bauweise, mit Pultdach, 18./19. Jahrhundert, südlicher Teil als erdgeschossiger Satteldachbau, im Kern 15./16. Jahrhundert                    | D-5-77-173-167 | BW               |
| Riedlein 17 (Standort)                     | Bauernhaus                                          | Eingeschossiger Satteldachbau in Jura-Bauweise, mit Kniestock, 18. Jahrhundert                                                                                        | D-5-77-173-168 | BW               |
| Riedlein 20 (Standort)                     | Wohnhaus                                            | Eingeschossiger Satteldachbau in Jura-Bauweise, mit Kniestock, mit Legschieferdach, 1714                                                                              | D-5-77-173-169 | BW               |
| Riedlein 24 (Standort)                     | Bauernhaus                                          | Eingeschossiger Satteldachbau in Jura-Bauweise, mit Kniestock in Fachwerk, Anbau, Satteldachgebäude, in Teilen Fachwerk, 18./19. Jahrhundert                          | D-5-77-173-170 | BW               |
| Treuchtlinger Straße 4 (Standort)          | Bauernhaus                                          | Zweigeschossiger Satteldachbau in Jura-Bauweise, bezeichnet „1858“ | D-5-77-173-171 | BW               |
| Wehrstraße 7 (Standort)                    | Bauernhaus                                          | Großzügiger zweigeschossiger Satteldachbau, im Kern 17./18. Jahrhundert                                                                                               | D-5-77-173-174 | BW               |
| Wehrstraße 7 (Standort)                    | Austragshaus                                        | Eingeschossiger Satteldachbau in Jura-Bauweise, mit Fachwerkkniestock, bezeichnet „1737“                                                                              | D-5-77-173-175 | BW               |

### Windischhausen
| Lage                                            | Objekt                                    | Beschreibung | Akten-Nr.      | Bild           |
| ----------------------------------------------- | ----------------------------------------- | --- | -------------- | -------------- |
| In Windischhausen (Standort)                    | Evangelisch-lutherische Kirche Sankt Zeno | Hoher Saalraum mit eingezogenem Chor, über südlicher Fassade Turm mit Spitzhelm, neugotisch, 1873–75, mit Ausstattung | D-5-77-173-177 | weitere Bilder |
| In Windischhausen (Standort)                    | Friedhof, Friedhofshäuschen               | 18./frühes 19. Jahrhundert, alter Teil der Ummauerung, 17./18. Jahrhundert                                            | D-5-77-173-178 | BW             |
| Windischhausen 18 (Standort)                    | Bauernhaus eines ehemaligen Dreiseithofes | Eingeschossiger breit gelagerter Bau mit Steildach, frühes 19. Jahrhundert                                            | D-5-77-173-181 | BW             |
| Windischhausen 28 (Standort)                    | Bauernhof, Bauernhaus                     | Eingeschossiger Satteldachbau, Naturstein verputzt                                                                    | D-5-77-173-184 | BW             |
| Windischhausen 28 (Standort)                    | Bauernhof, Scheune                        | Naturstein, teilweise Fachwerk, frühes 19. Jahrhundert                                                                | D-5-77-173-184 | BW             |
| Windischhausen 51, Windischhausen 23 (Standort) | Bauernhof                                 | Hakenhof, Wohnstallhaus, eingeschossiger Satteldachbau, Naturstein verputzt, um 1800                                  | D-5-77-173-207 | BW             |
| Windischhausen 51, Windischhausen 23 (Standort) | Bauernhof, Scheune                        | Naturstein verputzt, 1911, umgebaut 1929                                                                              | D-5-77-173-207 | BW             |
| Windischhausen 51, Windischhausen 23 (Standort) | Bauernhof, Backofenanbau                  | Entkernt, frühes 19. Jahrhundert                                                                                      | D-5-77-173-207 | BW             |
| Windischhausen 73 (Standort)                    | Mittelmühle                               | Zweigeschossiger breitgelagerter Satteldachbau, Naturstein, verputzt, 17./18. Jahrhundert, erneuert 1898              | D-5-77-173-183 | BW             |
| Windischhausen 73 (Standort)                    | Mittelmühle, Austragshaus                 | Eingeschossiger Satteldachbau, 18./19. Jahrhundert                                                                    | D-5-77-173-183 | BW             |

### Ziegelhütte
| Lage                     | Objekt   | Beschreibung                                              | Akten-Nr.      | Bild |
| ------------------------ | -------- | --------------------------------------------------------- | -------------- | ---- |
| Ziegelhütte 2 (Standort) | Wohnhaus | Zweigeschossiges Gebäude mit Krüppelwalmdach, erbaut 1666 | D-5-77-173-186 | BW   |

## Ehemalige Baudenkmäler
In diesem Abschnitt sind Objekte aufgeführt, die früher einmal in der Denkmalliste eingetragen waren, jetzt aber nicht mehr. Objekte, die in anderem Zusammenhang also z. B. als Teil eines Baudenkmals weiter eingetragen sind, sollen hier nicht aufgeführt werden. Aktennummern in diesem Abschnitt sind ehemalige, jetzt nicht mehr gültige Aktennummern.

| Lage                                        | Objekt                                          | Beschreibung                                                                                        | Akten-Nr.      | Bild |
| ------------------------------------------- | ----------------------------------------------- | --------------------------------------------------------------------------------------------------- | -------------- | ---- |
| Graben Bubenheimer Straße 2 (Standort)      | Erinnerungstafel an den karolingischen Kanalbau | 19. Jahrhundert                                                                                     | D-5-77-173-90  | BW   |
| Windischhausen Windischhausen 21 (Standort) | Bauernhaus                                      | Traufständiger eingeschossiger Satteldachbau, Naturstein, teilweise verputzt, bezeichnet mit „1799“ | D-5-77-173-182 | BW   |